# Loopre (Põhja-Sakala)
Loopre (Duits: Loper) is een dorp in de Estlandse gemeente Põhja-Sakala, gelegen in de provincie Viljandimaa. De plaats heeft de status van dorp (Estisch: küla).
Tot in oktober 2017 behoorde het dorp tot de gemeente Kõo. In die maand ging Kõo op in de fusiegemeente Põhja-Sakala.
Loopre werd voor het eerst genoemd in 1454. Het was behalve een dorp ook een landgoed.

## Bevolking
Het dorp had 46 inwoners op 31 december 2011 en 37 inwoners op 31 december 2021.

## Ligging
Door het dorp loopt de Tugimaantee 38, de weg van Põltsamaa naar Võhma. Het dorp ligt aan de rivier Navesti.